# Менемені
Менемені (грец. Μενεμένη) — муніципалітет в Греції, третій за величиною район Салонік. Найбільший район компактного проживання російськомовних іммігрантів у передмісті Салонік. Менемені межує із Салоніками та іншими передмістями Абелокіпі, Еллефтеріу-Корделіо й Евосмос.

## Історія
Менемені утворився як поселення біженців із Малої Азії, що переселилися в Грецію після подій 1922 (дивіться Малоазійська катастрофа). Впродовж свого існування Менемені то отримувало статус окремого муніципалітету, то входило до складу більших муніципалітетів, зокрема Салонік. Теперішній статус муніципалітет має з 1981 року, коли його населення перевищило 10 тис.

## Міста-побратими
- Ізмір,  Туреччина